# Ananiev
Ananiev (în ucraineană Ананьїв, transliterat: Ananiiv) este un oraș din regiunea Odesa, Ucraina, aflat pe malul râului Tiligul, este de asemenea centrul administrativ al comunei omonim.
Potrivit istoriografiei românești, numele vechi românesc al orașului este Nani, de la care au și provenit ulterior denumirile rusă, și respectiv ucraineană.

## Istoric
Conform recensământului sovietic din anul 1939, populația localității era de 5.918 locuitori, dintre care 352 (5,95%) moldoveni (români), 3.033 (51,25%) ucraineni, 1.779 (30,06%) evrei și 616 (10,41%) ruși.

## Demografie
Componența lingvistică a orașului Ananiev
     Ucraineană (87,88%)
     Rusă (9,43%)
     Română (2,08%)
     Alte limbi (0,27%)
Conform recensământului din 2001, majoritatea populației orașului Ananiev era vorbitoare de ucraineană (87,88%), existând în minoritate și vorbitori de rusă (9,43%) și română (2,08%).

## Personalități
- Maxim Scurtul (1911–?), om de stat sovietic moldovean.